# Thailands flotta
Thailands flotta (thai: กองทัพเรือ: Kongthap Ruea) är den marina styrkan i Thailand och en del av Thailands försvarsmakt. Marinen bildades 1887, och prins Abhakara Kiartiwongse var den drivande kraften bakom skapandet. Flottans huvudbas är belägen i Sattahip, i provinsen Chon Buri. Den thailändska flottan är en av de få av de asiatiska ländernas flottor som förfogar över hangarfartyg. De övriga är indiska flottan som har två i tjänst samt den kinesiska flottan som har ett. Det thailändska hangarfartyget HTMS Chakri Naruebet togs i tjänst 1997, men redan 1999 var bara ett av fartygets totalt sex stycken AV-8S Matador i flygbart skick. Flygplanen skrotades helt 2006 och nu används fartyget endast som helikopterhangarfartyg.

## Fartyg
- Hangarfartyg: 1
  - HTMS Chakri Naruebet
- Fregatter: 7
  - HTMS Phutthayotfa Chulalok av Knox-klass
  - två fartyg av Naresuan-klassen
  - fyra fartyg av den kinesiska Typ 053-klassen
- Korvetter: 7
- Patrullbåtar: 22
- Robotbåtar: 9
- Amfibiefartyg: 3
- Landstigningsbåtar: 9